# Långtjärnen (Särna socken, Dalarna, 682853-135820)
Långtjärnen är en sjö i Älvdalens kommun i Dalarna och ingår i Dalälvens huvudavrinningsområde. Sjöns area är 0,024 kvadratkilometer och den befinner sig 482 meter över havet.